# Bob Adams (Fußballspieler)
Robert James „Bob“ Adams (* 28. Februar 1917 in Coleford; † 1. September 1970 in Blakeney) war ein englischer Fußballtorhüter.

## Karriere
Adams soll für die Amateurklubs Coleford AFC und Broadwell Amateurs gespielt haben, bevor er bei Chepstow Town in der Spielzeit 1931/32 aktiv war, als der Klub die Meisterschaft in der Gloucestershire Senior League gewann. In der Folge wurde Adams auf Amateurbasis als Probespieler beim walisischen Klub Cardiff City vorstellig und wurde, noch 15-jährig, am 18. Februar 1933 wenige Minuten vor Spielbeginn wegen des Ausfalls von Stammtorhüter Tom Farquharson für ein Heimspiel der Football League Third Division South gegen Southend United in den Kader berufen. Unmittelbar im Anschluss an den 2:0-Erfolg in seinem Debütspiel erhielt er einen Vertrag als Profi.
Hinter Farquharson kam Adams bis zu seinem Abgang im Juli 1934 zu insgesamt elf Ligaeinsätzen. Im August 1934 verpflichtete Ligakonkurrent Bristol Rovers Adams, Interesse bestand auch seitens des Londoner Klubs Crystal Palace. Schon kurz nach seiner Ankunft in Bristol setzte ihn ein Muskelriss im Oberschenkel für mehrere Monate außer Gefecht und erst nach dem Ausfall von Stammtorhüter Jack Ellis gab Adams im Januar 1935 bei einer 1:3-Niederlage gegen Manchester United im FA Cup sein Debüt. Bis Saisonende folgten noch zwei Ligaeinsätze, darunter am letzten Spieltag gegen den FC Gillingham, als er zwei Elfmeter parierte. Im August 1935 wurde Adams durch Billy McCracken zum Drittdivisionär FC Millwall gelotst und erhielt dort nach erfolgreicher Bestätigung seiner Fitness einen Vertrag für die folgende Spielzeit.
Auch bei Millwall blieb Adams der Schritt zum Stammtorhüter verwehrt. Zunächst erhielt Konkurrent Duncan Yuill den Vorzug, als Adams dann Ende März 1936 ins Team rückte und in fünf Partien nur zwei Gegentore kassierte, zog er sich bereits Mitte April 1936 gegen Luton Town einen Beinbruch zu. Nach seiner Verletzung wurde er von Millwall auf die Transferliste gesetzt, aber im Juli 1936 entschied sich Millwall ihn auch für die Saison 1936/37 zu verpflichten. Nur wenige Wochen später brach er sich erneut das Bein. Sein erstes Spiel in acht Monaten bestritt der Torhüter im Dezember 1936 für das Reserveteam in der Southern League gegen den FC Folkestone.
Im September 1937 wurde berichtet, dass er die anstehende Saison beim FC Walsall spielt, Pflichtspieleinsätze für die erste Mannschaft sind aber nicht dokumentiert. Im September 1938, als seine Hochzeit mit Evelyn May Mills den lokalen Nachrichtenblättern ausführliche Presseartikel wert waren, spielte er in der Birmingham & District League für Hereford United. Im April 1939 betreute er als Coach den lokalen Amateurklub Marions United.
Adams, der sich sportlich auch als Cricketspieler betätigte, verdiente nach seiner Fußballerlaufbahn seinen Lebensunterhalt als Sanitärtechniker.